# Vikalinjen
Vikalinjen er en del af Oslos sporveje, der går fra Wessels plass til Solli plass forbi Oslo Rådhus.
Der fandtes tidligere en tilsvarende sporvej mellem Stortorvet og Vestbanenstasjonen, der blev oprettet som hestesporvej i 1875. Linjeføringen dengang var Vestbanen – Rådhusplassen – Rosenkrantz' gate – Karl Johans gate – Kirkegata – Stortorvet. Den blev elektrificeret i 1899 og forlænget ad Enga – Munkedamsveien – Cort Adelers gate – Huitfeldts gate – Lassons gate – Munkedamsveien til Skillebekk torg i 1909. Den blev nedlagt i 1961.
Efter at Vestbanestasjonen blev nedlagt i 1989, Europavej E18 ført gennem Festningstunnelen i 1990 og Rådhusplassen gjort bilfri i 1994, blev der i 1995 bygget en ny sporvej mellem Wessels plass og Solli plass. Den har dog kun et par korte stykker på Rådhusplassen og Cort Adelers gate tilfælles med den gamle sporvej. I dag (2016) trafikeres den af linje 12, der går mellem Majorstuen og Kjelsås.